# Belmont (Town, Lafayette County)
Die Town of Belmont ist eine von 18 Towns im Lafayette County im US-amerikanischen Bundesstaat Wisconsin. Im Jahr 2010 hatte die Town of Belmont 767 Einwohner.
Town hat in Wisconsin eine grundlegend andere Bedeutung, als im übrigen englischsprachigen Bereich. Vielmehr entspricht sie den in den anderen US-Bundesstaaten üblichen Townships, die nach dem County die nächstkleinere Verwaltungseinheit bilden.

## Geografie
Die Town of Belmont liegt im Südwesten Wisconsins, rund 30 km östlich des Mississippi, der die Grenze zu Iowa bildet. Die Grenze zu Illinois befindet sich rund 30 km südlich. Im Nordosten der Town of Belmont entspringt der südliche Arm des Pecatonica River, ein Nebenfluss des in den Mississippi mündenden Rock River.
Im Südosten der Town of Belmont liegt die selbstständige Gemeinde Belmont, die vollständig von der Town umgeben ist, ohne dieser anzugehören.
Die Koordinaten der geografischen Mitte der Town of Belmont sind 42°47′14″ nördlicher Breite und 90°21′42″ westlicher Länge. Die Town erstreckt sich über eine Fläche von 107,2 km².
Die Town of Belmont liegt im äußersten Nordwesten des Lafayette County und grenzt an folgende Nachbartowns:
| Town of Lima (Grant County)        | Town of Mifflin (Iowa County)               | Town of Linden (Iowa County) |
|                                    | Kompassrose, die auf Nachbargemeinden zeigt | Town of Kendall              |
| Town of Platteville (Grant County) | Town of Elk Grove                           | Town of Seymour              |

## Verkehr
Durch die Town of Belmont verläuft in Nordost-Südwest-Richtung der vierspurig ausgebaute U.S. Highway 151. Durch den Südosten verläuft der Wisconsin State Highway 126 als südliche Ausfallstraße des Ortes Belmont. Daneben verlaufen noch die County Highways B und G durch die Town. Alle weiteren Straßen sind untergeordnete Landstraßen oder teils unbefestigte Fahrwege.
Mit dem Platteville Municipal Airport befindet sich rund 15 km südwestlich ein kleiner Flugplatz. Die nächsten größeren Flughäfen sind der Dubuque Regional Airport in Iowa (rund 55 km südwestlich) und der Dane County Regional Airport in Wisconsins Hauptstadt Madison (rund 100 km nordöstlich).

## Bevölkerung
Nach der Volkszählung im Jahr 2010 lebten in der Town of Belmont 767 Menschen in 270 Haushalten. Die Bevölkerungsdichte betrug 7,2 Einwohner pro Quadratkilometer. In den 270 Haushalten lebten statistisch je 2,8 Personen.
Ethnisch betrachtet setzte sich die Bevölkerung zusammen aus 96,9 Prozent Weißen, 0,1 Prozent (eine Person) Afroamerikanern, 1,4 Prozent Asiaten sowie 0,8 Prozent aus anderen ethnischen Gruppen; 0,8 Prozent stammten von zwei oder mehr Ethnien ab. Unabhängig von der ethnischen Zugehörigkeit waren 1,8 Prozent der Bevölkerung spanischer oder lateinamerikanischer Abstammung.
31,2 Prozent der Bevölkerung waren unter 18 Jahre alt, 57,5 Prozent waren zwischen 18 und 64 und 11,3 Prozent waren 65 Jahre oder älter. 49,9 Prozent der Bevölkerung war weiblich.
Das mittlere jährliche Einkommen eines Haushalts lag bei 43.036 USD. Das Pro-Kopf-Einkommen betrug 24.696 USD. 13,8 Prozent der Einwohner lebten unterhalb der Armutsgrenze.

## Ortschaften in der Town of Belmont
Auf dem Gebiet der Town of Belmont befindet sich neben Streubesiedlung noch die gemeindefreie Siedlung Leslie.